# ラスキーの法則
ラスキーの法則 (英語: Lasky's Law) とは、鉱物の品位別存在量の分布は、対数正規分布に乗るという法則である。
ライフサイクルアセスメントにおける資源負荷を算定する際に、しばしば用いられる。